# Zablaško jezero
Zablaško Jezero (nemško Turnersee)  leži v občini Škocjan v Podjuni na jugovzhodu Koroške.

## Opis
Jezero leži tako kot Goslinjsko jezero na Rikarja vaški plošči. Jezero je ostanek nekdaj velikega postledeniškega jezera, ki je vključevalo poleg današnjega jezera tudi področje močvirnih travnikov Zablatnik in imelo površino približno 9 km². Medtem so travniki Zablatnik izsušeni vse do majhnega ribnika, medtem ko se je Zablaško jezero ohranilo kot vodna površina.
Na jezerskih obalnih plitvinah raste med drugim navadna trstika, moknati jeglič in  navadni mrzličnik.  V jezeru rastejo lokvanji.
V jezeru najdemo deset vrst rib, med drugim  Linj, Ščuka, Krap, ostriže in  some. Svoje domovanje najdejo tudi potočni raki.  Med ptiči na jezeru najdemo tudi  pribo.
Okoli jezera je sedem kopališč, vključno z dvema kampoma in nekaj penzioni.

## Poimenovanje
Ime jezera je izvorno le slovensko kot Zablaško jezero. Nemško poimenovanje Turnersee se je pojavilo šele v 20. stoletju po tem ko je na sončni strani jezera svoj mladinski tabor zgradila Avstrijska gimnastična zveza »Turnerbund« in tako začela imenovati samo jezero.